# Le Chien des Baskerville (film, 1978)
Pour les articles homonymes, voir Le Chien des Baskerville (homonymie).
Pour plus de détails, voir Fiche technique et Distribution.
Le Chien des Baskerville (The Hound of the Baskervilles) est un film britannique réalisé par Paul Morrissey, sorti en 1978. Comédie parodique très librement inspirée du roman d'Arthur Conan Doyle.

## Synopsis
Le film commence dans un théâtre, où un pianiste (Moore) commence à jouer un accompagnement au piano du film réel projeté au théâtre. 
Holmes (Cook) vient de restituer un artefact volé à trois religieuses françaises et est ensuite appelé par le Dr Mortimer (Terry-Thomas) dans une affaire concernant Sir Henry Baskerville (Kenneth Williams) et un chien légendaire qui maudit le domaine de Baskerville. Fatigué et épuisé par tant de cas, Holmes transmet le cas au Dr Watson (Moore), qui est décrit comme un excentrique gallois . 
En arrivant à la gare, Sir Henry, le Dr Mortimer, Watson et Perkins (leur chauffeur) sont arrêtés par un policier (Spike Milligan), qui les avertit d'un meurtrier traquant les landes, avant d'envoyer le groupe sur leur chemin. 
Alors qu'il était dans la lande pour recueillir des spécimens, Watson a une curieuse rencontre dans une hutte avec la délirante M. Frankland (Hugh Griffith) et la fille extrêmement forte de Frankland, Mary (Dana Gillespie). 
Dans la scène suivante, nous voyons Holmes toujours à Londres, rendre visite à Ada, sa mère (également jouée par Dudley Moore), qui, en tant que spirite fictive aidée par sa femme de ménage, Iris, arnaque les dames plus âgées de leur argent dans de fausses séances. La mère de Holmes craint que "Watty" (Watson) n'ait besoin d'aide et que "Sherl" (comme elle appelle son fils), se précipite à son secours. 
Dans la scène suivante, Holmes interviewe M. Spiggot, unijambiste (également joué par Dudley Moore) pour jouer le rôle de coureur sur la lande. 
Dans la scène suivante, en se promenant sur les landes, Watson tombe sur M. Stapleton ( Denholm Elliott ), qui le prend pour Sir Henry. La sœur de Stapleton ( Joan Greenwood ) décrit de façon dramatique sa rencontre avec le chien sur la lande, suggérant que cela la ravissait, après quoi elle tente de se forcer sur la Watson réticente, avec Miss Stapleton subissant des transformations surnaturelles qui rappellent The Exorcist . 
Les Barrymores ( Max Wall et Irene Handl ) de Baskerville Hall maltraitent Sir Henry et Watson, ne leur donnant que du fromage et de l'eau, puis les jetant dans une petite chambre, jusqu'aux chevilles dans l'eau. Watson se rend ensuite au village pour envoyer un message à Holmes (qui, pendant ce temps, rend visite à sa mère grincheuse) et rencontre M. Stapleton de Merripit Hall. Stapleton porte un chihuahua qui urine dans la poche et le visage de Watson. 
En arrivant à Merripit Hall, Watson rencontre l'excentrique Mme Stapleton, qui affiche des symptômes surréalistes suggérant une possession démoniaque. Tard dans la nuit, Sir Henry et Watson découvrent les Seldon et le meurtrier évadé, que Watson reconnaît comme le frère de Mme Barrymore, Ethel Seldon ( Roy Kinnear ), en train de dîner en famille. Curieusement, aucun des hommes ne semble paniquer. 
Par la suite, Holmes arrive et examine le cas jusqu'à présent. Une invitation arrive pour Sir Henry, lui demandant de dîner au Merripit Hall. Soupçonnant un piège, Watson accompagne Sir Henry tandis que Holmes observe attentivement. Mme Stapleton reprend ses actes bizarres et commence à vomir du liquide bleu pâle sur Sir Henry, tandis que le chihuahua de M. Stapleton urine dans la soupe de Watson. 
Ordonné de partir en disgrâce, les Stapleton, le Dr Mortimer, M. Frankland et sa fille Mary suivent Sir Henry et Watson pour les tuer, mais se retrouvent piégés dans un bourbier . Holmes révèle ensuite que le Chien n'est qu'un grand loup irlandais plutôt sympathique appartenant à feu Sir Charles Baskerville, dont les aboiements excités ont été mal interprétés comme une bête monstrueuse. Il déclare également que le chien est le seul héritier de Sir Charles. Le chien disparu, les assassins potentiels auraient gagné la fortune de Baskerville et la succession. 
Le film se termine sur le pianiste, qui est alors frappé par les légumes du public. 

## Fiche technique
- Titre français : Le Chien des Baskerville[1]
- Titre original : The Hound of the Baskervilles
- Réalisation : Paul Morrissey
- Scénario : Peter Cook, Dudley Moore, Paul Morrissey, d'après le roman "Le Chien des Baskerville" d'Arthur Conan Doyle
- Direction artistique : Roy Smith
- Décors : Harry Cordwell
- Costumes : Charles Knode
- Photographie : Dick Bush, John Wilcox
- Son : Brian Simmons
- Montage : Richard Marden, Glenn Hyde
- Musique : Dudley Moore
- Production : John Goldstone
- Production exécutive : Michael White, Andrew Braunsberg
- Production associée : Tim Hampton
- Société de production : Michael White Productions
- Société de distribution : Hemdale Film Distribution
- Pays d’origine :  Royaume-Uni
- Langue originale : anglais
- Format : couleur (Technicolor) — 35 mm — 2,35:1 (Technovision) —  son Mono
- Genre : Comédie
- Durée : 85 minutes (78 minutes aux États-Unis)
- Dates de sortie : 
  - Allemagne de l'Ouest : 21 juillet 1978
  - Royaume-Uni : octobre 1978
  - France : 4 janvier 1980[1]
- Affiche : Macario Gómez Quibus (Espagne)

## Distribution
- Peter Cook : Sherlock Holmes
- Dudley Moore : Docteur Watson / Mrs Ada Holmes / M. Spiggot
- Denholm Elliott : Stapleton
- Joan Greenwood : Beryl Stapleton
- Hugh Griffith : Frankland
- Irene Handl : Mrs Barrymore
- Terry-thomas : Docteur Mortimer
- Max Wall : Arthur Barrymore
- Kenneth Williams : Sir Henry Baskerville
- Spike Milligan : un agent de police
- Henry Woolf : un commerçant
- Josephine Tewson : une nonne
- Prunella Scales : Glynis
- Jessie Matthews : Mrs Tindale
- Lucy Griffiths : Iris
- Dana Gillespie : Mary Frankland
- Roy Kinnear : Seldon, le tueur à la hache